# Абдуразакова, Собира Ходжаевна
Собира Ходжаевна Абдуразакова (род. 1928, Ургенч) — советский и узбекский учёный, винодел, доктор технических наук, профессор.

## Биография
Собира Абдуразакова родилась в 1928 году в городе Угренче в семье кондитера Ходжи Абдуразакова. В 1951 году окончила пищевой факультет Среднеазиатского политехнического института.
С 1951 года работала на Янгиюльском сахарном заводе химиком-аналитиком. В 1953 году поступила в аспирантуру, защитила диссертацию по теме «Сушка сахара рафинада», получила степень кандидата технических наук (1957). После защиты кандидатской начала работу в Ташкентском химико-технологическом институте. С 1960 по 1995 год заведовала кафедрой технологии виноделия и бродильных производств. В 1990 году получила степень доктора технических наук, защитила диссертацию во ВНИИ ВиВ «Магарач», тема: «Совершенствование технологии виноделия на биокаталической основе».
Основным направлением научной деятельности является совершенствование технологии бродильных производств и виноделия. Она является одним из авторов метода двухступенчатого сбраживания виноградного сусла. Данный метод ускоряет созревание виноматериалов, делает возможным длительное хранение виноматериалов без оклейки. В 1974 году она впервые со своими учениками получила пектин из коробочек хлопчатника, яблочных и виноградных выжимок. В начале 2015 года запатентовала способ приготовления кисломолочного диетического напитка с лечебными свойствами для диабетиков. Её научные разработки применяются в хлебопекарной, кондитерской, спиртовой, пивобезалкогольной и винодельческой промышленностях.
Абдуразакова в течение многих лет была членом редакционной коллегии журнала «Виноделие и виноградарство». При её участии в институте было подготовлено более 1500 специалистов винодельческой, пивобезалкогольной и консервной промышленности. Подготовила 14 кандидатов наук, является консультантом докторских диссертаций. Автор более 300 статей, монографий, зарегистрировала 13 патентов и авторских свидетельств.
Трижды избиралась депутатом городского совета Ташкента[когда?]

. Награждена орденом Ленина, орденом Трудового Красного Знамени, медалью «За трудовую доблесть», почётной грамотой Президиума Верховного Совета Узбекистана.